# Goephanes griveaudi
Goephanes griveaudi là một loài bọ cánh cứng trong họ Cerambycidae.